# Kasper Kadestål
Kasper Kadestål (* 17. Januar 1999) ist ein schwedischer Leichtathlet, der sich auf den Sprint spezialisiert hat.

## Sportliche Laufbahn
Erste internationale Erfahrungen sammelte Kasper Kadestål im Jahr 2016, als er bei den erstmals ausgetragenen Jugendeuropameisterschaften in Tiflis in 21,18 s die Silbermedaille im 200-Meter-Lauf gewann. Im Jahr darauf erreichte er bei den U20-Europameisterschaften in Grosseto über 200 Meter das Halbfinale und schied dort mit 22,01 s aus, wie auch bei den Leichtathletik-U20-Weltmeisterschaften 2018 in Tampere mit 21,30 s. Im Jahr darauf erreichte er bei den U23-Europameisterschaften in Gävle in 21,24 s Rang sieben. 2021 schied er bei den U23-Europameisterschaften in Tallinn mit 21,66 s in der ersten Runde über 200 Meter aus und im Jahr darauf startete er mit der schwedischen 4-mal-400-Meter-Staffel bei den Hallenweltmeisterschaften in Belgrad und verpasste dort mit 3:09,48 min den Finaleinzug. 2023 wurde er bei der 1. Liga der Team-Europameisterschaft im Rahmen der Europaspiele in Chorzów in 47,27 s Siebter im B-Lauf über 400 Meter und gelangte mit der Mixed-Staffel mit 3:17,93 min auf Rang fünf im B-Lauf. Im Jahr darauf verpasste er bei den Europameisterschaften in Rom mit 3:07,71 min den Finaleinzug in der Männerstaffel.
2019 wurde Kadestål schwedischer Meister in der 4-mal-100-Meter-Staffel sowie 2024 in der 4-mal-400-Meter-Staffel. Zudem wurde er 2021 und 2023 Hallenmeister im 200-Meter-Lauf sowie 2022 über 400 Meter.

## Persönliche Bestleistungen
- 100 Meter: 10,70 s (+0,5 m/s), 6. Juni 2018 in Skara
  - 60 Meter (Halle): 6,72 s, 2. Februar 2019 in Göteborg
- 200 Meter: 21,02 s (+1,9 m/s), 3. Juli 2022 in Halmstad
  - 200 Meter (Halle): 21,13 s, 11. Februar 2024 in Bærum
- 400 Meter: 46,47 s, 25. Mai 2024 in Brüssel
  - 400 Meter (Halle): 47,05 s, 17. Februar 2024 in Karlstad